# Euspondylus acutirostris
Euspondylus acutirostris är en ödleart som beskrevs av  Peters 1863. Euspondylus acutirostris ingår i släktet Euspondylus och familjen Gymnophthalmidae. Inga underarter finns listade i Catalogue of Life.